# Castel Anger
Il Castel Anger (talvolta anche castell'Angria; ted. Schloss Anger) è un castello che si trova nei pressi di Chiusa in Provincia di Bolzano, precisamente tra il fiume Isarco e l'autostrada del Brennero.
Le sue mura perimetrali (a sud e a sud-ovest) sono merlate e attaccate ad un bastione. Il tutto è circondato da un bel giardino interno, con scale esterne per l'accesso ai vari locali. Le porte sono invece ad arco a tutto sesto.
Nelle stanze interne si può vedere come il castello abbia subito diverse ristrutturazioni, come la costruzione di una stube con fregio gotico rivestita di legno antico (databile attorno al '500) proveniente dal vicino paese di Albes.
Una sua prima menzione viene fatta risalire al 1288, nel grande urbario territoriale tirolese di Mainardo II di Tirolo-Gorizia, come hof ze Anger (maso Anger), situato a Griesbruck. Al giorno d'oggi il castello è di proprietà della famiglia von Wallpach, e quindi non visitabile.